# Jos Van Cleemput
Jozef (Jos) Van Cleemput (Temse, 7 augustus 1903 - Spa, 5 april 1967) was een Belgisch politicus voor de BWP / BSP.

## Levensloop
Van jongs af militeerde Van Cleemput in de socialistische rangen, meer bepaald bij de metaalbewerkersvakbond.
In 1931, na van Hoboken naar Boom te zijn verhuisd, werd hij politiek actief. Hij werd verkozen tot gemeenteraadslid (1932), schepen (1933) en burgemeester (1947-1967) van Boom.
In 1954 werd hij verkozen tot volksvertegenwoordiger voor het arrondissement Antwerpen en vervulde dit mandaat tot in 1965. Hij werd toen gecoöpteerd senator en bleef dit tot aan zijn vroegtijdige dood, een gevolg van een langdurige ziekte.